# آرثر إس. هيرمان
آرثر إس. هيرمان (بالإنجليزية: Arthur S. Herman)‏ هو لاعب كرة قاعدة أمريكي، ولد في 29 نوفمبر 1891 في Gordonville, Pennsylvania ‏ في الولايات المتحدة، وتوفي في 1 مايو 1977.